# Hassanga
Hassanga ist ein ephemeres Gewässer ähnlich einer Fiumara, auf Anjouan, einer Insel der Komoren in der Straße von Mosambik.

## Geographie
Der Fluss entspringt am Südhang des Kraters von Chagnoungouni und verläuft nach Südosten.